# Треух
Треу́х (треу́ха, треу́шка, капелю́х, капелю́ха, капе́люх, укр. тривух, капелю́х, капелю́ха, каплау́ха, бел. аблавуха) — меховая шапка с тремя опускными лопастями: на бока и на затылок, с наушами и задником, а также иногда с узким козырьком. Треух употреблялся восточными славянами в качестве зимнего головного убора. По конструкции он является «предком» современной шапки-ушанки, вытеснившей треух с начала XX века.

## Описание
Треух изготовлялся из овчины и покрывался сукном. Он состоял из тульи с круглым верхом и нескольких лопастей: две боковые (науши) покрывали уши; задняя лопасть, опускавшаяся до плеч — затылок; спереди могла присутствовать лопасть-козырёк, накрадывавшаяся на лоб. Науши завязывались под подбородком (для защиты от холода) или на затылке (в более тёплую погоду) с помощью кожаных завязок. Таким образом, благодаря своей конструкции треух, как и ушанка, закрывал голову и шею, оставляя открытым лицо.
Треух бытовал на Русском Севере, в Сибири, среднем и нижнем Поволжье, Пермской губернии, а также в отдельных уездах Нижегородской, Казанской, Ярославской, Рязанской, Пензенской и Воронежской губерний. На Украине треух носили на севере страны и в Карпатах, его подшивали и отделывали овчиной или лисьим мехом. У белорусов треухи подбивались, помимо овчины, заячьим, лисьим, беличьим и кроличьим мехом, покрываясь тёмным сукном. У белорусского треуха передняя и задняя лопасти поднимались и завязывались сверху, а боковые, науши — под подбородком.
Треух является мужской шапкой, однако его могли носить и женщины. Так, согласно толковому словарю Даля, на Русском Севере и на Дону женщины носили треух покроем поменьше, иногда лопасти подвязывались на макушке. Достоверно треух как женский головной убор носили в Архангельской и Вологодской областях. В Поморье и устье Северной Двины женщины носили подка́ты — женский треух, отороченный хвостами лисиц, куниц и бобров. В начале XX века женские треухи были вытеснены шалями.
В зависимости от региона треух имел различные названия. Так, в Сибири подобный головной убор носил название «тумак», в говорах западных и южных областей Европейской части России эта шапка носит название «капелюх». У гуцулов треух обзначался термином укр. клапаня.
Ханты носили неплюйчатый (т.е. сделанный из шкур оленят до полугода, возрастом старше пыжика) треух шкурой вверх.

## История
В письменных источниках обозначение этого головного убора достоверно фиксируется с начала XVII века (по другим данным, треух был известен ещё с XVI столетия), притом также исключительно как зимний головной убор. В допетровской России треухи носили как и знать, и простонародье; так и мужчины, и женщины, у последних из-под треухов обычно виднелись подзатыльники, унизанные жемчугом. Знать носила треухи, покрытые дорогими тканями (например, шёлком, атласом, камкой или тканями с золотным шитьём) и подбитые соболиным мехом.
Однако треухи относились к элементам одежды, носившимся, судя по всему, довольно редко. Так, в описании гардеробе царицы Евдокии Стрешневой упомянут лишь один соболий треух «покрыт атласом червчатым гладким»; у Марии Милославской — также один, а у Натальи Нарышкиной — три. У царицы Агафьи Грушецкой их было четыре. Они были, в отличие от предыдущих цариц, пошиты из богатых тканей и украшались жемчугом и каменьями, что заставляет предполагать, что в конце XVII столетия треухи стали входить в моду. Сохранилось описание треухов царицы Грушецкой:

Треух — отлас виницейский, по золотной земле травы и розводы шолк червчат, испод и опушка пластины собольи; кругом опушки поверх низано жемчугом кафимским. Треух — алтабас по золотной земле травы кубы серебрены; испод и опушка пластины собольи; вместо кружива запаны золоты с каменьи с алмазы и с яхонты червчатыми, с городы; кругом запан обнизано жемчугом скатным.